# Sperrzeit (Sozialrecht)
Unter Sperrzeit versteht man im deutschen Sozialrecht den Zeitraum, für den nach § 159 SGB III der Anspruch auf das Arbeitslosengeld wegen versicherungswidrigen Verhaltens ruht.
Die Dauer einer Sperrzeit variiert von einer Woche bei Meldeversäumnissen bis zu zwölf Wochen bei Arbeitsaufgabe. Bei einer Sperrzeit mindert sich nach § 148 Abs. 1 Nr. 3 oder 4 SGB III die Dauer des Anspruchs auf das Arbeitslosengeld mindestens um die Dauer der Sperrzeit.
Sperrzeiten treten ein bei
- verspäteter Arbeitsuchendmeldung (eine Woche)
- Meldeversäumnis (eine Woche)
- Ablehnung oder Abbruch einer beruflichen Eingliederungsmaßnahme (drei bis zwölf Wochen)
- unzureichenden Eigenbemühungen (zwei Wochen)
- Arbeitsablehnung (drei bis zwölf Wochen)
- Arbeitsaufgabe (zwölf Wochen)

Gemäß dem Sperrzeit-Urteil des Bundessozialgerichts vom 27. Juni 2019 werden vorerst beim Bezug von Arbeitslosengeld (ALG) nur dreiwöchige Sperrzeiten verhängt. Alle von Anfang 2015 bis Juni 2019 verhängten knapp 150.000 sechs- und zwölfwöchigen Sperrzeiten gegenüber ALG-Beziehern nannte das Bundessozialgericht (BSG) rechtsunwirksam (Az.: B 11 AL 14/18 R und B 11 AL 17/18 R).
Eine Sperrzeit tritt nicht ein, wenn der Versicherte für sein Verhalten einen wichtigen Grund hatte.

## Gründe für Sperrzeiten

### Sperrzeit bei verspäteter Arbeitsuchendmeldung
Die Sperrzeit bei verspäteter Arbeitsuchendmeldung tritt ein, wenn der Versicherte sich nicht oder zu spät nach § 38 SGB III arbeitsuchend meldet. Demnach muss sich jeder spätestens drei Monate vor Ende seines Arbeitsverhältnisses oder unverzüglich nach Erhalt des Kündigungsschreibens bei der Arbeitsagentur arbeitssuchend zu melden.
Bei befristeten Arbeitsverträgen unter drei Monaten hat man sich schon bei der Arbeitsaufnahme wieder arbeitssuchend zu melden.

### Sperrzeit bei Meldeversäumnis
Die Arbeitsagentur kann berechtigt sein, Versicherte zu Beratungsterminen oder zu ärztlichen Untersuchungen zu laden. Der Versicherte hat nach § 309 SGB III solchen Ladungen zu folgen und persönlich zu erscheinen. Versäumt er dies, tritt eine einwöchige Sperrzeit ein, vorausgesetzt der Verpflichtete ist über die Rechtsfolge der Sperrzeit belehrt worden.
Diese Belehrung ist in den Textbausteinen der Bundesagentur regelmäßig enthalten.

### Sperrzeit bei Ablehnung oder Abbruch einer beruflichen Eingliederungsmaßnahme
Diese Sperrzeit tritt ein, wenn der Versicherte sich trotz Belehrung über die Rechtsfolgen weigert, an einer Maßnahme zur Aktivierung und beruflichen Eingliederung nach § 45 SGB III oder einer Maßnahme zur beruflichen Ausbildung oder Weiterbildung oder einer Maßnahme zur Teilhabe am Arbeitsleben teilzunehmen oder eine solche Maßnahme durch pflichtwidriges Verhalten (z. B. dauerhaftes Stören oder Fernbleiben) abbricht.
Beim ersten Verstoß beträgt die Sperrzeit drei Wochen, beim zweiten Verstoß sechs Wochen und bei jedem weiteren Verstoß zwölf Wochen.

### Sperrzeit bei unzureichenden Eigenbemühungen
Eine Sperrzeit von zwei Wochen tritt ein, wenn der Versicherte bestimmte geforderte Eigenbemühungen nicht erbringt, obwohl er über die Möglichkeit der Sperrzeitverhängung belehrt wurde.
Welche konkreten Eigenbemühungen verlangt werden, ist in der Regel in einer Eingliederungsvereinbarung niedergelegt.

### Sperrzeit bei Arbeitsablehnung
Eine Sperrzeit tritt ein, wenn der Versicherte einen vorhandenen, zumutbaren Arbeitsplatz nicht annimmt oder wenn er Vermittlungsversuche vereitelt, indem er keinen Vorstellungstermin wahrnimmt oder ihn wahrnimmt aber durch unangemessenes Verhalten zum Scheitern bringt.
Beim ersten Verstoß beträgt die Sperrzeit drei Wochen, beim zweiten Verstoß sechs Wochen und bei jedem weiteren Verstoß zwölf Wochen.
Ein unangemessenes Verhalten kann auch in einer besonders negativ formulierten Bewerbung liegen, die gezielt darauf gerichtet ist, nicht als Bewerber berücksichtigt zu werden (sogenannte „Negativbewerbung“). Andererseits ist der Versicherte nicht verpflichtet, sich positiver darzustellen, als er ist. Tatsachen, die der Arbeitgeber im Vorstellungsgespräch ohnehin erkennen würde, weil der Versicherte zur wahrheitsgemäßen Beantwortung darauf gerichteter Fragen verpflichtet wäre, braucht kein Versicherter zu verschweigen.

### Sperrzeit wegen Arbeitsaufgabe
Diese Sperrzeit von zwölf Wochen tritt ein, wenn der Versicherte ein Beschäftigungsverhältnis ohne wichtigen Grund von sich aus beendet (zum Beispiel durch Kündigung oder Aufhebungsvertrag) oder durch unangemessenes Verhalten eine arbeitgeberseitige Kündigung verursacht.
Die Sperrzeit von zwölf Wochen verkürzt sich, wenn der Arbeitsvertrag etwa wegen einer ordentlichen Kündigung oder Befristung ohnehin in nächster Zeit ausgelaufen wäre.
Eine außerordentliche oder ordentliche Kündigung aus verhaltensbedingten Gründen führt also zu einer Sperrzeit. Ein Minimalziel des Arbeitnehmers wird daher sein, dass die außerordentliche Kündigung im Vergleichswege in eine ordentliche Kündigung umgewandelt wird. Erstrebenswert ist auch die Formulierung: „Die Beklagte (= Arbeitgeber ) hält aus heutiger Sicht nicht mehr die erhobenen Vorwürfe aufrecht“. Zudem sollte es als Kündigungsgrund möglichst heißen „aus betriebsbedingten Gründen“ (oder: „aus krankheitsbedingten Gründen“, wenn Krankheit eine Rolle spielt). Manche Arbeitgeber sind nur zu der Formulierung „aus betrieblichen Gründen“ bereit.
Die Arbeitsverwaltung ist daran nicht gebunden. In der Praxis werden gerichtliche Vergleiche meist problemlos akzeptiert.
Bei außergerichtlichen Vergleichen oder gar Aufhebungsverträgen besteht in der Regel Skepsis.

## Wichtiger Grund
Auch wenn ein versicherungswidriges Verhalten vorliegt, wird keine Sperrzeit verhängt, wenn ein wichtiger Grund vorliegt.
Ein wichtiger Grund für eine Arbeitsaufgabe liegt etwa dann vor, wenn der Versicherte heiratet und zum Ehepartner zieht oder die bisherige Beschäftigung vom neuen Wohnort nicht in zumutbarer Zeit erreichbar ist. Wichtig ist, dass die Heirat vor oder zum Ende des Beschäftigungsverhältnisses erfolgt.
Ein Urteil des LSG Niedersachsen/Bremen aus 2018 sieht die Bindung an eine bevorstehende Heirat als „nicht mehr zeitgemäß“ an und nennt auch das Zusammenziehen unverheirateter Partnern ohne Heiratsabsicht als wichtigen Grund, da diese sonst gegenüber heiratswilligen Paaren benachteiligt wären.
Ein wichtiger Grund liegt auch vor, wenn das Kind des Versicherten am neuen Wohnort eingeschult werden soll und eine spätere Arbeitsaufgabe mit einem Schulwechsel im laufenden Schuljahr verbunden wäre.
Strittig ist, unter welchen Umständen ein wichtiger Grund vorliegt, wenn der Versicherte von einem unbefristeten in ein befristetes Arbeitsverhältnis wechselt und dieses dann ausläuft. Als wichtiger Grund gilt, wenn eine konkrete Aussicht auf ein unbefristetes Arbeitsverhältnis bestand, der Versicherte also nicht mutwillig die drohende Arbeitslosigkeit in Kauf nahm. Ebenso gilt als wichtiger Grund der Wechsel des Berufsfeldes mit dem Arbeitsverhältnis, da die Berufsfreiheit einen höheren Stellenrang einnimmt. Auch ein höheres Arbeitsentgelt im befristeten Beschäftigungsverhältnis verglichen mit der zuvor ausgeübten unbefristeten Beschäftigung stellt einen wichtigen Grund dar.

## Wirkung der Sperrzeit
Im Gegensatz zur bloßen Ruhezeit führt die Sperrzeit zu echter Leistungsverkürzung. Die Dauer des Arbeitslosengeld-Anspruchs mindert sich um die Dauer der Sperrzeit.
Im Unterschied zu anderen Ruhenszeiten verschiebt sich damit der Gesamtanspruch nicht nur zeitlich nach hinten.
Bei einer Sperrzeit von zwölf Wochen wegen Arbeitsaufgabe mindert sich auch die Dauer des Gesamtanspruchs um die Tage der Sperrzeit, jedoch um mindestens ein Viertel (§ 148 Abs. 1 Nr. 4 SGB III). Beträgt die Anspruchsdauer mindestens 340 Tage, mindert die Viertel-Kürzung die Anspruchsdauer um mehr als die 12 Wochen der Sperrzeit, denn 12 Wochen dauern nur 84 Tage (12*7), während ein Viertel von 340 Tagen 85 Tage sind.
Erkrankt der Arbeitslose in der Sperrzeit, ruht der Krankengeld-Anspruch. Im ersten Sperrzeit-Monat können Arbeitslose jedoch Sachleistungen der Krankenversicherung in Anspruch nehmen.
Addieren sich Sperrzeiten zu mindestens 21 Wochen, erlischt der Arbeitslosengeld-Anspruch insgesamt (§ 161 SGB III).
Damit wird man vom Arbeitslosengeld-Bezug 'ausgesteuert'. Da das Bundessozialgericht am 27. Juni 2019 die Rechtsfolgenbelehrung zu Angeboten von Arbeitsstellen und Eingliederungsmaßnahmen für rechtsunwirksam erklärte, können von 2015 bis Juni 2019 erteilte Sperrzeitbescheide und Aussteuerungsbescheide angefochten werden, wenn irgendeine Sperrzeit in den 21 Wochen rechtsunwirksam war. Ein großer Teil der erteilten Aussteuerungsentscheidungen ist daher zu revidieren.

## Beginn der Sperrzeit
Die Sperrzeit beginnt mit dem Tag nach dem Ereignis, das die Sperrzeit begründet (§ 159 Abs. 1 SGB III). Welches Ereignis dies ist, hängt von der Art der Sperrzeit ab. Für die Sperrzeit bei verspäteter Arbeitsuchend-Meldung ist der Eintritt der faktischen Beschäftigungslosigkeit maßgeblich, nicht der Eintritt der Arbeitslosigkeit.

## Häufigkeit von Sperrzeiten
Jährlich werden mehr als 600.000 Sperrzeiten festgestellt, mit zunehmender Tendenz: 2007 waren es 639.222 Sperrzeiten, 2009 bereits 843.071 Sperrzeiten; für fast 70 % der Sperrzeiten sind Meldeversäumnisse oder verspätete Arbeitsuchendmeldungen der Grund, für etwa ein Viertel die Arbeitsaufgabe.
| Jahr | Zahl der Sperrzeiten | Arbeits-aufgabe | Arbeits-ablehnung | unzur. Eigen-bemühung | Ablehnung Eingliederungs-maßnahme | Abbruch einer Ein-gliederungsmaßnahme | Melde-versäumnis | Verspätete Meldung als arbeitssuchend | Zahl endgültig erloschener Ansprüche |
| ---- | -------------------- | --------------- | ----------------- | --------------------- | --------------------------------- | ------------------------------------- | ---------------- | ------------------------------------- | ------------------------------------ |
| 2007 | 639.222              | 26,7 %          | 3,6 %             | 1,5 %                 | 1,3 %                             | 0,5 %                                 | 29,0 %           | 37,5 %                                | 4.726                                |
| 2008 | 741.119              | 24,5 %          | 3,7 %             | 1,4 %                 | 1,4 %                             | 0,5 %                                 | 28,8 %           | 39,7 %                                | 6.625                                |
| 2009 | 843.071              | 24,5 %          | 2,5 %             | 1,3 %                 | 1,6 %                             | 0,7 %                                 | 28,8 %           | 39,7 %                                | 6.650                                |
| 2010 | 765.497              | 25,5 %          | 3,2 %             | 1,9 %                 | 1,6 %                             | 0,8 %                                 | 33,9 %           | 33,2 %                                | 6.906                                |
| 2011 | 728.233              | 25,7 %          | 3,7 %             | 1,8 %                 | 1,4 %                             | 0,6 %                                 | 33,9 %           | 32,9 %                                | 7.555                                |